# Jean Bardou
Jean Bardou, nascut el 6 de nivós de l'any VIII (Illa (Rosselló), 27 de desembre de 1799) i mort l'11 de novembre de 1852 a Perpinyà, va ser un empresari industrial nord-català del segle xix.

## Biografia
Jean Bardou va néixer el 1799 a Illa (Rosselló). Ell seu pare Jacques Bardou (1769-1834) era boter i originari d'Arieja. La seva mare, Marie Raspaut (?-1825), era originària d'Illa. Fins al 1834 era forner a Illa. Mentre que el seu fill, Joseph Bardou treballava a una factoria de barrets a Bourg-Madame, va observar la fàbrica de paper de fumar a la Seu d'Urgell i a Puigcerdà, a l'altre costat de la frontera franco-espanyola, i comprèn que aquesta activitat es podria desenvolupar a França. Llavors Jean Bardou s'associa amb el seu fill i el 1849 inventa una patent per un paper de cigar anomenat "paper JOB" (les seves inicials, JB, són separades per una estrella, després per un escut que representa la ciutat de Perpinyà i finalment per un rombe, més tard es converteix en una «O»).
L'any 1849 marca l'obertura d'un primer taller de fabricació a Perpinyà.
Bardou va morir el 1852, a l'edat de 53 anys. A falta de testament a la seva mort, és el seu altre fill Pierre qui hereta el "paper JOB" i farà que aquesta empresa sigui una de les més importants de la Catalunya del Nord i un gran èxit familiar. Joseph haurà de crear la seva pròpia empresa, el papier Bardou, que també coneixerà un gran èxit.
El seu altre fill, Joseph, un fabricant de gorres, es basa en la invenció del seu pare per crear una fàbrica a Angulema.